# Encontro Nacional de Direções Associativas
O Encontro Nacional de Direções Associativas (ENDA) é o fórum de discussão de caráter consultivo, decisório e eleitoral de todos os estudantes do ensino superior, legitimamente representados pelas associações de estudantes e acádemicas e as Federações Académicas e estruturas similares. Estrutura-se numa sequência de plenários temáticos, que se constituem como fóruns de discussão e decisão.
Nestes encontros, o movimento estudantil posiciona-se sobre as temáticas chaves do ensino superior: a inovação pedagógica, a ação social e promoção de saúde, a atração e retenção de talento, a sustentabilidade nas instituições do Ensino Superior, entre outras.

## ENDA´s
Edições do ENDA conhecidas:
| Ano  | Local            | Organização | Data                    |
| ---- | ---------------- | ----------- | ----------------------- |
| 2024 | Algarve          | AAUALG      | 24 e 25 de fevereiro    |
| 2024 | Setúbal          | AAIPS       | 22 e 23 de junho        |
| 2024 | Évora            | AAUE        | 27, 28 e 29 de setembro |
| 2024 | Barcelos         |             | 7 e 8 de dezembro       |
| 2023 | Coimbra          |             | 2 e 3 de dezembro       |
| 2023 | Almada           | AEFCT       | 2 e 3 de setembro       |
| 2023 | Castelo Branco   |             |                         |
| 2023 | Porto            | AEFEUP      |                         |
| 2022 | Vila do Conde    |             |                         |
| 2022 | Lisboa           | AEISCTE     | 10 e 11 de setembro     |
| 2022 | Viseu            |             |                         |
| 2022 | Minho            |             |                         |
| 2021 | Setúbal          |             |                         |
| 2021 | Covilhã          |             |                         |
| 2019 | Coimbra          |             |                         |
| 2019 | Viseu            |             |                         |
| 2019 | Porto            |             |                         |
| 2019 | Aveiro           |             |                         |
| 2018 | Algarve          |             |                         |
| 2018 | Cascais          |             |                         |
| 2018 | Setúbal          |             |                         |
| 2018 | Covilhã          |             |                         |
| 2017 | Porto            |             | 11 e 12 de março        |
| 2017 | Viana do Castelo |             | 10 e 11 de junho        |
| 2017 | Minho            |             |                         |
| 2017 | Lisboa           |             |                         |
| 2016 | Lisboa           |             | 12 e 13 de março        |
| 2016 | Vila Real        |             | 4 e 5 de junho          |
| 2016 | Évora            |             | 10 e 11 de setembro     |
| 2016 | Coimbra          |             | 10 e 11 de dezembro     |
| 2015 | Bragança         |             | 14 e 15 de março        |
| 2015 | Algarve          |             | 20 e 21 de junho        |
| 2015 | Aveiro           |             | 5 e 6 de setembro       |
| 2015 | Porto            |             | 12e 13 de dezembro      |
| 2014 | Leiria           | AEESTG      | 8 e 8 de março          |
| 2014 | Covilhã          | AAUBI       | 14 e 15 de junho        |
| 2014 | Lisboa           | AEISCAL     | 6 e 7 de setembro       |
| 2014 | Coimbra          | AAC         | 20 e 21 de dezembro     |
| 2013 | Setúbal          | AAIPS       | 7, 8 e 9 de março       |
| 2013 | Vila Real        | AAUTAD      | 14, 15 e 16 de junho    |
| 2013 | Porto            | aeISEP      | 13 e 14 de setembro     |
| 2013 | Lisboa           | AEIST       | 14 e 15 de dezembro     |